# Lepocreadium trulla
Lepocreadium trulla är en plattmaskart. Lepocreadium trulla ingår i släktet Lepocreadium och familjen Lepocreadiidae. Inga underarter finns listade i Catalogue of Life.